# Madison Cunningham

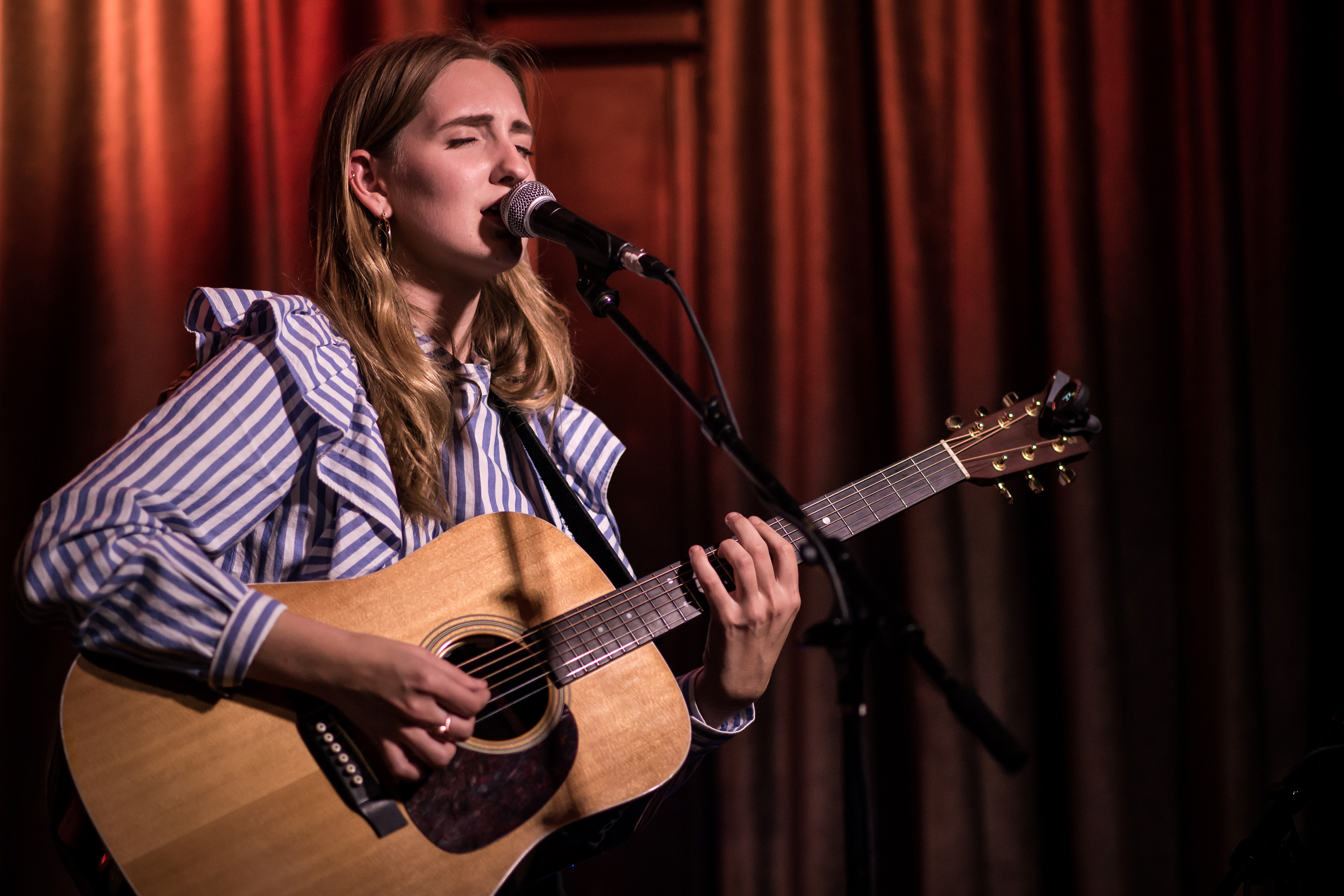
Madison Cunningham, 2017

Madison Cunningham (geboren am 14. Oktober 1996 in Escondido, Kalifornien) ist eine amerikanische Pop- und Folksängerin, Songschreiberin und Gitarristin. Ihr Album Who Are You Now aus dem Jahr 2019 wurde für den Grammy-Award für das beste Americana-Album bei den 62nd Annual Grammy Awards nominiert. Ihr Album Revealer aus dem Jahr 2022 gewann den Grammy für das beste Folk-Album im Jahr 2023.

## Leben
Madison Cunningham wurde in Escondido in Kalifornien geboren und zog später nach Costa Mesa, wo sie aufwuchs. Sie ist die Tochter eines Pastors einer örtlichen Kirche und hat vier Schwestern. Beeinflusst von ihrem Vater begann Cunningham im Alter von sieben Jahren Gitarre zu spielen und in der Kirche aufzutreten. Als Teenagerin lernte sie den Produzenten Tyler Chester kennen, mit dem sie das selbstveröffentlichte Worship-Album Authenticity aufnahm, das sie später von den Streaming-Plattformen entfernte, da sie der Meinung war, es sei nicht mehr vermittelbar.
Nach ihrem Schulabschluss entdeckte Cunningham viele Einflüsse, wie die Beatles, Joni Mitchell und Bob Dylan, aber auch Radiohead, Fiona Apple, Juana Molina und Jeff Buckley. 2017 schloss sich Cunningham der Besetzung der American-Public-Media-Show Live from Here an, die von Chris Thile moderiert wird und tourte mit dem Multi-Instrumentalisten Andrew Bird, dessen Album My Finest Work Yet sie 2019 als Sängerin unterstützte. Ihre Debüt-EP Love, Lose, Remember veröffentlichte sie ebenfalls 2017.
Ein Auftritt beim Newport Folk Festival ging der Veröffentlichung von Cunninghams Debütalbum Who Are You Now im August 2019 voraus. Das mit „strukturiertem, manchmal vom Jazz beeinflusstem Indie-Folk“ geprägte Album brachte ihr im folgenden Jahr eine Grammy-Nominierung für das beste Americana-Album ein. 2020 veröffentlichte Cunningham ihre dritte EP Wednesday, auf der sie Songs von Tom Waits, Radiohead, John Mayer und den Beatles coverte. Eine erweiterte Version von Wednesday folgte im Januar 2022 und brachte ihr eine Grammy-Nominierung für das beste Folk-Album ein.
Am 3. August 2022 trat die Künstlerin bei NPR’s Tiny Desk auf und spielte vier Songs aus ihrem kommenden Album Revealer. Am 9. September 2022 veröffentlichte Cunningham Revealer, mit dem sie den Grammy für das beste Folk-Album im Jahr 2023 gewann. Zusätzlich wurde der Song Life According To Raechel von dem Album als beste American-Roots-Darbietung nominiert.
Derzeit lebt sie in Los Angeles.

## Diskografie

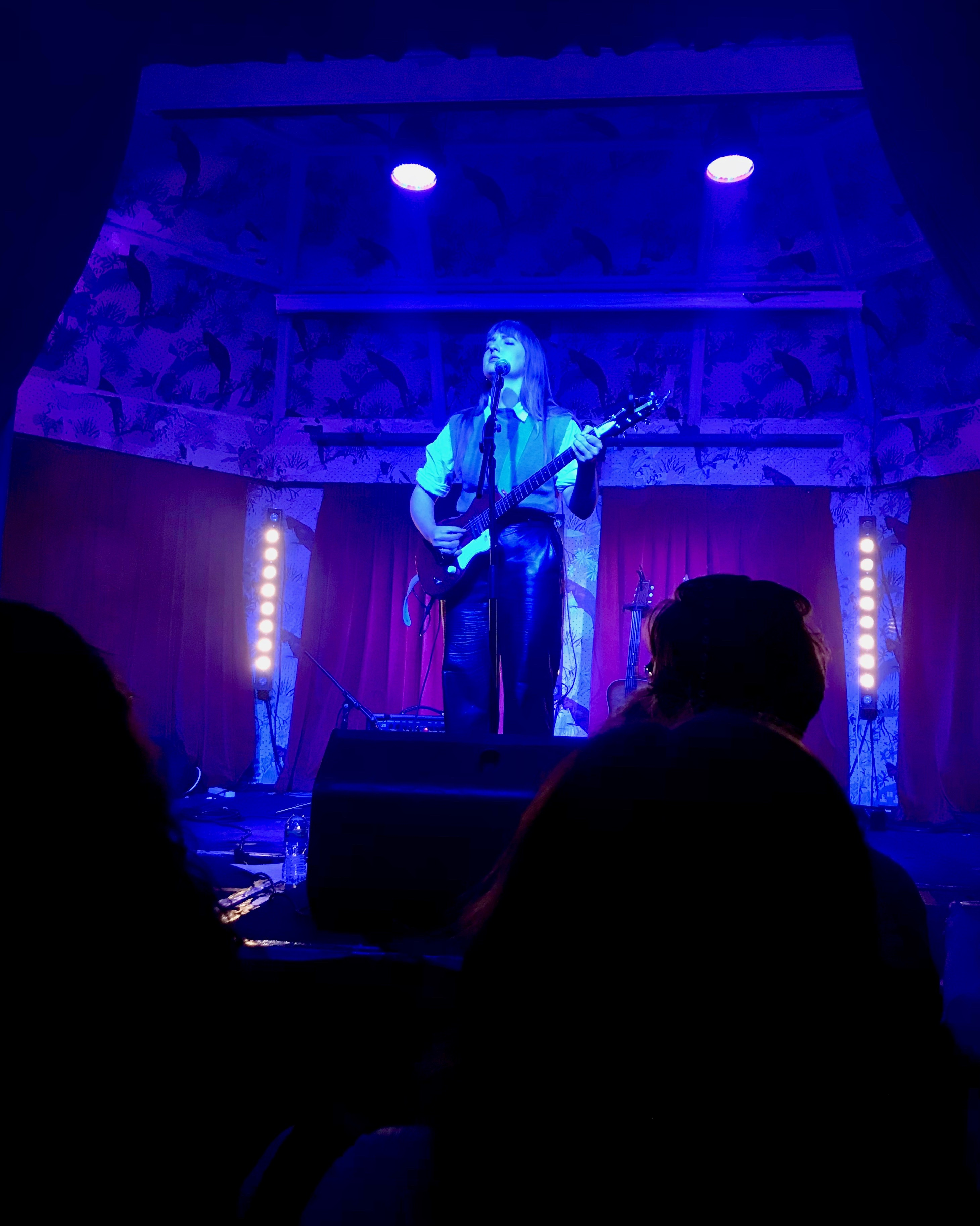
Cunningham in Manchester, 2022

### Alben
- Authenticity (2014)
- Who Are You Now (2019)
- Revealer (2022)
- Revealer (Deluxe Edition) (2023)
- Cunningham – Bird (2024; mit Andrew Bird)

### EPs
- Love, Lose, Remember (2018)
- For the Sake Of The Rhyme (2019)
- Wednesday (2020)
- Wednesday (Extended Edition) (2022)

### Singles
- Beauty Into Clichés (2018)
- All At Once
- All At Once (Solo Version) (2018)
- Last Boat To Freedom (2018)
- Last Boat To Freedom (Piano Version) (2018)
- Location (2018)
- Location (Solo Version) (2018)
- Pin It Down (2019)
- Something To Believe In (2019)
- Trouble Found Me (2019)
- No One Else to Blame (2020)
- Giraffe (2020)
- Coming Back (2020)
- No Surprises (2020)
- In My Life (2020)
- The Age of Worry (2020)
- Broken Harvest (2021)
- Song In My Head (Reimagined) (2021)
- Plain Letters (Reimagined) (2021)
- Poses (2021)
- Anywhere (2022)
- Hospital (2022)
- In From Japan (2022)
- Life According To Raechel (2022)
- Hospital (One Man Down) (feat. Remi Wolf) (2023)
- Inventing The Wheel (2023)
- Army Of Me - Spotify Single (2023)
- Life According To Raechel - Spotify Single (2023)
- Subtitles (2023)

## Belege
1. 1 2 3 4 5 6  Madison Cunningham auf allmusic.com; abgerufen am 4. März 2023.
2. ↑  Mariel Fechik: Singing to Yourself: An Iinterview with Madison Cunningham, Atwood Magazine, 27. August 2019; abgerufen am 4. März 2023.
3. ↑  2022 GRAMMYs Awards Show: Complete Winners & Nominations List, 23. November 2021; abgerufen am 4. März 2023.
4. ↑  Jewly Hight: Madison Cunningham: Tiny Desk Concert 3. August 2022; abgerufen am 4. März 2023.
5. ↑  2023 GRAMMY Nominations: See The Complete Winners & Nominees List, 15. November 2022; abgerufen am 4. März 2023.